# Центр гуманітарного розмінування

Центр гуманітарного розмінування (ЦГР) — неприбуткова бюджетна установа, що належить до сфери управління Господарсько-фінансового департаменту Секретаріату Кабінету Міністрів України.

## Створення та перші результати роботи
Центр гуманітарного розмінування утворено відповідно до розпорядження Кабінету Міністрів України від 7 квітня 2023 р. № 303 «Про утворення бюджетної установи „Центр гуманітарного розмінування“».
ЦГР розпочав свою роботу у травні 2024 року для координації та практичного виконання заходів гуманітарного розмінування. Мета — зробити забруднені території безпечними для життя та господарської діяльності.
Наразі діяльність Центру зосереджено на реалізації програми компенсації витрат за гуманітарне розмінування земель сільськогосподарського призначення, ініційованої Міністерством економіки.
Взяти участь у програмі компенсації можуть аграрії, чиї землі забруднені або імовірно забруднені вибухонебезпечними предметами. Це підтверджується шляхом нетехнічного обстеження. Заявка подається через державний аграрний реєстр (ДАР) і проходить кілька етапів перевірки працівниками ЦГР. У разі успішного проходження перевірки на відповідність за заявкою оголошується аукціон на платформі Prozorro.
Програма діє на всій території України, де є підтверджено забруднені або ймовірно забруднені земельні ділянки.
Щоб пришвидшити процес розмінування українських земель та стимулювати розвиток ринку протимінної діяльності, Уряд ухвалив Порядок використання коштів, передбачених у державному бюджеті для здійснення компенсації витрат за гуманітарне розмінування земель сільськогосподарського призначення.
З ініціативи Міністерства економіки та Центру гуманітарного розмінування (ЦГР) держава компенсує 100 % вартості гуманітарного розмінування сільгоспземель.
У 2024 році було проведено 50 аукціонів щодо закупівлі послуг з гуманітарного розмінування с/г земель загальною площею 9,6 тис. га.
У січні 2025 року, завдяки програмі компенсації вартості розмінування аграрних земель, вже вдалося повернути до використання майже 640 га угідь.

## Основні завдання та повноваження
Одним із головних завдань Центру є реалізація програми компенсацій за розмінування земель сільськогосподарського призначення.
До повноважень Центру належать:
- збір та аналіз інформації;
- стратегічне планування;
- координація процесу та міжнародне співробітництво у сфері гуманітарного розмінування;
- участь у плануванні заходів протимінної діяльності;
- моніторинг ризиків, що пов'язані із вибухонебезпечними предметами;
- розробка пропозицій щодо єдиних стандартів у сфері протимінної діяльності;
- впровадження єдиної системи підготовки та підвищення кваліфікації кадрів, залучених до розмінування[9].

## Керівництво центру
- Володимир Байда, директор Центру гуманітарного розмінування[10].
- Юлія Уницька, заступниця директора Центру гуманітарного розмінування з організаційного розвитку.
- Андрій Дацюк, заступник директора Центру гуманітарного розмінування з питань цифрового розвитку та інновацій.

## Наглядова рада Центру
Наглядова рада — це потужний інструмент для привернення уваги до проблематики замінування території України та побудови довготривалих, партнерських стосунків з країнами що нас підтримують. Вона забезпечує прозорість та зрозумілість діяльності Центру, який регулярно звітуватиме про виконання визначених задач, а також залучена до процесу призначення керівництва Центру та затверджує його ключові рішення.
До складу Наглядової ради Центру гуманітарного розмінування входять:
- Ігор Безкаравайний, голова Наглядової ради, заступник Міністра економіки України;
- Олексій Соболев, заступник голови Наглядової ради, перший заступник Міністра економіки України;
- Давор Лаура, заступник голови Наглядової ради, керівник служби оперативних заходів Хорватського центру з розмінування Служби цивільного захисту Хорватії;
- Говард Грем Баффетт, американський інвестор та філантроп;
- Шон Бойд, заступник голови дипломатичної місії Канади в Україні;
- Петер Вагнер, директор Служби Інструменту зовнішньої політики ЄС;
- Костянтин Мар'євич, перший заступник Державного секретаря Кабінету Міністрів України;
- Масаші Накаґоме, Надзвичайний і Повноважний Посол Японії в Україні;
- Тобіас Прівітеллі, Директор Женевського міжнародного центру гуманітарного розмінування.